# مايك هاليت
مايك هاليت (بالإنجليزية: Mike Hallett)‏ هو لاعب سنوكر بريطاني، ولد في 2 يوليو 1959 في غريمسبي ‏ في المملكة المتحدة.

## روابط خارجية
- مايك هاليت على موقع CueTracker.net (الإنجليزية)